# 43 (عدد)
43 (الثلاثة والأربعين) هو عدد طبيعي يلي العدد 42 ويسبق العدد 44.
- هو والعدد 41 يعتبران عددان أوليان توأم.